# Enumclaw
Enumclaw és una població dels Estats Units a l'estat de Washington. Segons el cens del 2000 tenia 11.116 habitants.

## Demografia
Segons el cens del 2000, Enumclaw tenia 11.116 habitants, 4.317 habitatges, i 2.840 famílies. La densitat de població era de 1.097,7 habitants per km².
Dels 4.317 habitatges en un 37,5% hi vivien nens de menys de 18 anys, en un 50% hi vivien parelles casades, en un 11,2% dones solteres, i en un 34,2% no eren unitats familiars. En el 29,3% dels habitatges hi vivien persones soles el 14% de les quals corresponia a persones de 65 anys o més que vivien soles. El nombre mitjà de persones vivint en cada habitatge era de 2,52 i el nombre mitjà de persones que vivien en cada família era de 3,13.
Per edats la població es repartia de la següent manera: un 29,2% tenia menys de 18 anys, un 7,6% entre 18 i 24, un 30,3% entre 25 i 44, un 18,3% de 45 a 60 i un 14,5% 65 anys o més.
L'edat mediana era de 35 anys. Per cada 100 dones de 18 o més anys hi havia 85,3 homes.
La renda mediana per habitatge era de 43.820 $ i la renda mediana per família de 56.270 $. Els homes tenien una renda mediana de 46.060 $ mentre que les dones 30.926 $. La renda per capita de la població era de 20.596 $. Aproximadament el 4,3% de les famílies i el 8,2% de la població estaven per davall del llindar de pobresa.

## Poblacions més properes
El següent diagrama mostra les poblacions més properes.